# GPU-Z
GPU-Z – darmowa aplikacja dla Microsoft Windows, która wyświetla specyfikację posiadanej karty graficznej. Informuje między innymi o częstotliwości taktowania zegarów, technologii wykonania, wersji BIOS-u, przepustowości pamięci czy numeru wersji używanego sterownika. Zebrane informacje przedstawione są w pojedynczym oknie. Może służyć jako narzędzie wykorzystywane do sprawdzenia rezultatów podkręcania karty graficznej.
Program nie wymaga instalacji. Składa się z jednego pliku wykonywalnego i nie dokonuje żadnych modyfikacji w systemie.